# Ognes (Oise)
Ognes – miejscowość i gmina we Francji, w regionie Hauts-de-France, w departamencie Oise.
Według danych na rok 1990 gminę zamieszkiwało 246 osób, a gęstość zaludnienia wynosiła 36 osób/km² (wśród 2293 gmin Pikardii Ognes plasuje się na 753. miejscu pod względem liczby ludności, natomiast pod względem powierzchni na miejscu 704.).